# Manulife Centre
Das Manulife Centre besteht aus zwei hohen Wohngebäuden und befindet sich an der Ecke von Bay Street und Bloor Street in Toronto, Kanada. Das höhere Gebäude befindet sich an der 44 Charles Street und das kleinere Gebäude in der 55 Bloor Street West. Die beiden Gebäude sind mit einem Einkaufszentrum im Erdgeschossbereich verbunden. Auf dem obersten Stockwerk befindet sich ein Panorama-Restaurant.

## Geschichte
Die Bauarbeiten für das Gebäude begannen 1972 und waren 1974 vollendet. Das Gebäude wurde im Auftrag des Versicherungskonzerns Manulife Financial errichtet und wird auch heute noch betrieben.

## Gegenwart
Heute dient das Gebäude als Wohngebäude und Einkaufszentrum mit Läden und Restaurants. Das HiFi-Geschäft Bay Bloor Radio welches 1946 gegründet wurde und kurz nach der Eröffnung des Gebäudes eingezogen ist, betreibt auch heute noch seinen Laden in dem Gebäude.
Vom Gebäude kann man unterirdisch zu mehreren Kaufhäusern und Ladenpassagen entlang der Bloor Street, sowie zur U-Bahn-Station Bloor-Yonge gelangen.